# Благунци
Благунци или Хаджикьой е бивше село, намирало се в днешна Община Свиленград, област Хасково, съществувало до 1963 година.

## География
Селото се е намирало на 3 километра североизточно от село Смаилчево, в близост до границата с Турция.

## История
Името на селото до 1934 година е Хаджи кьой.
В 19 век Хаджикьой е българско село в Одринска кааза на Одринския вилает на Османската империя. Според статистиката на професор Любомир Милетич в 1912 година в селото живеят 40 български екзархийски семейства или 200 души.
При избухването на Балканската война в 1912 година 1 човек от Хаджи кьой е доброволец в Македоно-одринското опълчение.
От 1915 година селото е в България.

## Личности
Родени в Хаджикьой
- Петър Янев, македоно-одрински опълченец, 12 Лозенградска дружина[4]